# Charles Wordsworth
Charles Wordsworth, född den 22 augusti 1806 i Lambeth, London, död den 5 december 1892, var en brittisk idrotts- och kyrkoman. Han var brorson till William Wordsworth, bror till Christopher Wordsworth och farbror till John Wordsworth.
Wordsworth, som i sin ungdom var en framstående kricketspelare och roddare, utnämndes 1852 till biskop i det skotska stiftet Saint Andrews, Dunkeld och Dunblane. Han författade teologiska skrifter, arbeten över Shakespeare, läroböcker med mera.